# Danh sách phim điện ảnh Hàn Quốc năm 1951
Đây là danh sách phim được sản xuất tại Hàn Quốc vào năm 1951.
| Phát hành   | Tên tiếng Anh                      | Tên tiếng Hàn    | Đạo diễn         | Diễn viên | Thể loại                                | Ghi chú |
| ----------- | ---------------------------------- | ---------------- | ---------------- | --------- | --------------------------------------- | ------- |
| 1951        |                                    |                  |                  |           |                                         |         |
| 15 tháng 7  | The Footmarks of Barbarian         | 오랑캐의 발자취  | Yun Bong-chun    |           | Phim tài liệu                           | [ 1 ]   |
| 15 tháng 8  | The 38th Parallel                  | 내가 넘은 삼팔선 | Son Jun          |           | Quân đội, chống chủ nghĩa cộng sản      | [ 2 ]   |
| 15 tháng 10 | A Bouquet of Three Thousand People | 삼천만의 꽃다발  | Shin Kyeong-gyun |           | Nhạc kịch xưa                           | [ 3 ]   |
| 20 tháng 10 | The Artillery School               | 육군포병학교     | Bang Ui-seok     |           | Phim tài liệu                           | [ 4 ]   |
| ?           | An Assault of Justice              | 정의의 진격      | Han Hyung-mo     |           | Phim tài liệu                           | [ 5 ]   |
| ?           | Hwarangdo                          | 화랑도           | Gang Chun        |           | Enlightenment, chống chủ nghĩa cộng sản | [ 6 ]   |
| ?           | The West Front                     | 서부전선         | Yun Bong-chun    |           | Phim tài liệu                           | [ 7 ]   |